# Александру Йоан Куза
Алекса́ндру Йоан Ку́за (рум. Alexandru Ioan Cuza вимовляється [alekˈsandru iˈo̯an ˈkuza] ( прослухати); (20) березня 1820, Бирлад — (15) травня 1873, Гейдельберг) — князь Об'єднаного князівства Молдови і Валахії (до 1862 р.), перший монарх об'єднаної Румунії (1862—1866 роки).

## Біографія

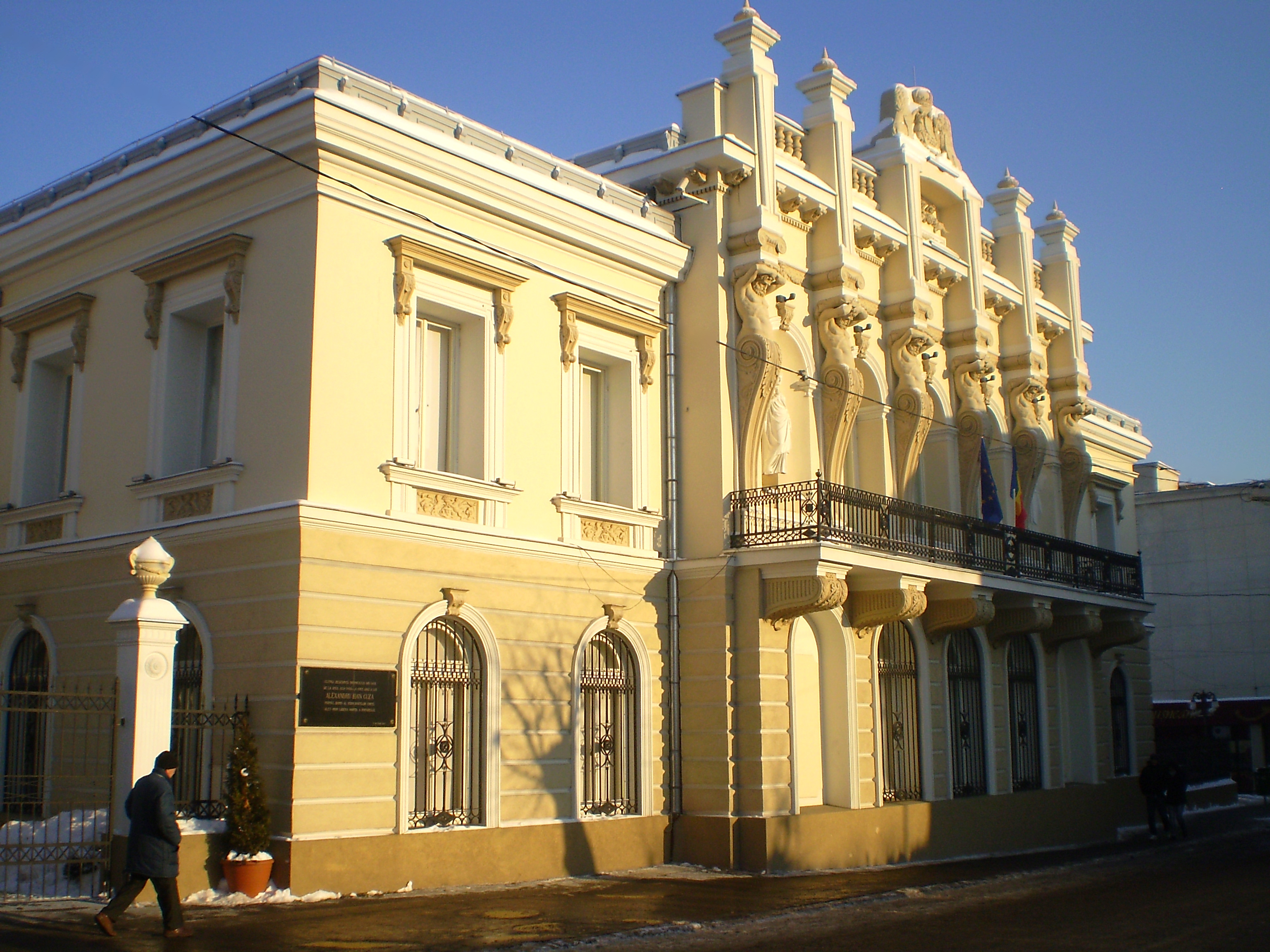
Резиденція правління Александру Іоан Куза (нині Союз музей) в Яссах

Походив із родини молдовського боярина. Народився в містечку Галац. Освіту здобув у Парижі (Франція) та в Болонському та Павійському університетах в Італії.
У 1848 році взяв участь у визвольному русі Молдовського князівства. Обраний до законодавчих зборів; був якийсь час військовим міністром Молдови.
У січні 1859 року обраний князем Молдови, 5 лютого того ж року — князем Валахії. Разом із Михаїлом Коґелнічану провів низку реформ: аграрну, військову, судову, адміністративну, освітню, секуляризацію монастирських земель та інші.
У 1861 році надійшло погодження султана і 23 грудня 1861 року Куза у відозві до населення країни оголосив себе князем об'єднаної Румунії, чим фактично задекларував існування єдиної румунської держави.
Провадив активну зовнішню політику. Звільнення селян та інші проєкти реформ викликали сильну опозицію серед ультраконсервативної партії. У 1866 році військовим заколотом так званої «жахливої коаліціі» Куза усунутий від князювання. Залишив Румунію і помер у 1873 році у Гейдельбергу (Німецька імперія). Похований у своїй резиденції в Руджиноасе, а після Другої світової війни його тіло перепоховано в Яссах.

## Правління

### Політична криза 1861—1864 років
Правління Йоана Кузи характеризувалося його бажанням європеїзувати Румунію, але його зусилля зустріли опір консервативної частини суспільства.
Після об'єднання князівств Волощини і Молдови, одразу загострилися внутрішні проблеми. У державі почалося протистояння домнітора Йоана Кузи і землевласницької опозиції через реформи, які почав проводити глава держави. Землевласницька опозиція була незадоволена спробою домнітора звільнити селян від кріпацької залежності і наділити землею, її підтримала частина великої буржуазії. Їх очолив Йон Братіану. Інша частина буржуазії і підприємництво були зацікавлені у звільненні селян, тому підтримали реформи Кузи. Їх очолив перший міністр князівства Михаїл Коґелнічану. Таким чином, румунська буржуазія, землевласники і влада розкололися на дві частини — реформаторів і консерваторів.
В роки об'єднання князівств (1859—1861р.р.) в країні відбувалися селянські повстання. Після визнання європейськими державами Кузи господарем обох князівств почалася криза кріпацтва, який призвів до масовіших повстань селян. У жудеці Бузеу повсталі селяни створили збройні формування, якими командував Ніца Малайреу. Повсталі направилися до столиці Волощини Бухаресту, намагаючись по дорозі залучити в свої формування місцевих селян. Вони вимагали від влади скасування кріпацтва і роздачі їм земель.[джерело?]
Під тиском селян парламент князівства схвалив у 1863 проєкт закону про секуляризацію монастирських земель. На той час у країні 1/5 частину всієї землі належала монастирям. Бояри і великі землевласники підтримали цей законопроєкт, оскільки сподівалися за його рахунок відвернути селян від боротьби проти панівних класів. У 1864 році в румунському парламенті почалося обговорення нового земельного закону. Передбачалося провести велику аграрну реформу на зразок скасування кріпацтва в Російській імперії. Александру Куза зі своїми прихильниками збирався скасувати панщину і наділити частину селянства власними земельними ділянками. За отриману ділянку (в середньому 5,7 га на сім'ю) селяни повинні були виплачувати протягом 15 років викуп державі.[джерело?]
Ця реформа не сподобалася Національним зборам Об'єднаного князівства, які майже повністю складалося з великих землевласників і поміщиків. Національна рада негайно відкинула законопроєкт. Частина опозиційних Кузі поміщиків стала вимагати введення в державу турецьких військ для «відновлення порядку». У такій ситуації 14 травня 1864 року Куза розпустив парламент і призначив референдум, на якому було поставлено питання про зниження майнового і вікового цензу. На референдумі було ухвалено, що обирати Національні збори мають право громадяни віком не менше 21 року і які виплачують не менше 48 леїв податку. Це дозволило прихильникам домнітора отримати за підтримки селян у Національних зборах II скликання більшість голосів. Це дозволило Кузе контролювати все князівство.[джерело?]
У Європі це було сприйнято як державний переворот. Франція підтримала новий уряд, але Російська імперія, Велика Британія і Пруссія використовували зміну влади в країні як привід для втручання в її внутрішні справи. Кузу звинуватили в порушенні статусу князівства, наданого йому в 1858 на Паризькій конференції . Для того, щоб залагодити конфлікт, домнітор змушений був поїхати до Стамбулу, де 28 липня був затверджений новий статус князівства. Також Об'єднаному князівству було дозволено самому вирішувати свої внутрішні справи, що було серйозним кроком до створення незалежної держави.[джерело?]

### Реформи
Олександру Куза почав проведення реформ ще 1859, коли зайняв престоли обох князівств. У першу чергу він скликав єдині для обох князівств Національні збори, поклавши на нього обов'язки Адунаря Обштяске (представницьких зборів), які існували окремо в кожному князівстві.
Решта реформ були спрямовані на поліпшення становища селянства (для уникнення масових селянських повстань, які відбувалися всі частіше), на збільшення темпів розвитку капіталістичних підприємств і на зміцнення влади монарха. Спроба провести в 1862 році першу аграрну реформу майже була зірвана боярами і поміщиками, тому втілилася в життя частково. У 1864 році була проведена друга аграрна реформа. Для того, щоб провести її через Національні збори (парламент), довелося розпустити його і провести виборчу реформу. У підсумку велика частина селянства була звільнена від повинностей перед поміщиком. Звільненому селянству роздали землю (від 2 до 7 гектарів на сім'ю). У результаті виборчої реформи, проведеної для реалізації цієї аграрної реформи, значно знизився майновий і віковий ценз для виборців. Право обирати парламент належало чоловікам старше 21 років, які виплачували податок не менше 48 лей. Одночасно була розроблена конституція країни 1864 року, яка діяла до 1866 року.
Для того, щоб не дратувати бояр і задовольнити потреби селян, Куза в 1863 році, між першою і другою аграрними реформами, провів секуляризацію монастирських земель. Монастирям була виплачена компенсація сумою 81 млн лей. З цієї суми були віднята заборгованість церкви перед державою — 31 млн лей. Через те що частина монастирських володінь перебувала в Греції, це викликало міжнародний скандал. У 1864 році в Стамбулі були проведені переговори про компенсаційні виплати Об'єднаного князівства Греції. У результаті переговорів князівство зберегло за собою всі колишні монастирські землі без додаткових виплат.
Одночасно були прийняті цивільний і карний кодекси, закон про шкільну освіту, введений в обіг лей, а також проведена реорганізація системи управління країною. Реформування країни зустріло опір з боку Туреччини, яка не хотіла ширшої автономізації князівства.

### «Жахлива коаліція» і палацовий переворот
Виборча реформа дозволила домнітору залучити до виборів не тільки буржуазію і верхівку середнього класу, але й селян з робітниками. Селяни обрали більш лояльний до реформ парламент. У Національних зборах II скликання аграрна реформа і скасування кріпацтва були швидко схвалені, а також була введена нова конституція. Александру Куза отримав повний контроль над Об'єднаним князівством і здійснив низку реформ, які не сподобалися поміщикам, буржуазії і великим землевласникам. Верхні верстви населення об'єдналися в спрямовану проти чинної влади коаліцію, яка отримала в народі назву «жахливої коаліції». Коаліцію очолив Іон Бретіану, який вважав, що запорукою безпеки держави може послужити тільки іноземний монарх. Західні великі держави — Німеччина, Франція і Велика Британія — теж не були задоволені зовнішньою політикою Александра Кузи. Вони хотіли повністю підпорядкувати собі Об'єднане князівство, тим самим послабивши турецький вплив у регіоні.
На початку 1866 «Жахлива коаліція» на чолі з Іоном Бретіану перейшла до силових дій. У ніч з 1 на 2 лютого група опозиційно налаштованих офіцерів увірвалася в спальню Александра Кузи. Монарх змушений був зректися престолу і в короткий термін покинути державу.